# Шваби (місцевість)
Шва́би — південно-західна частина міста Броди на Львівщині, колишнє поселення німецьких колоністів.

## Історія

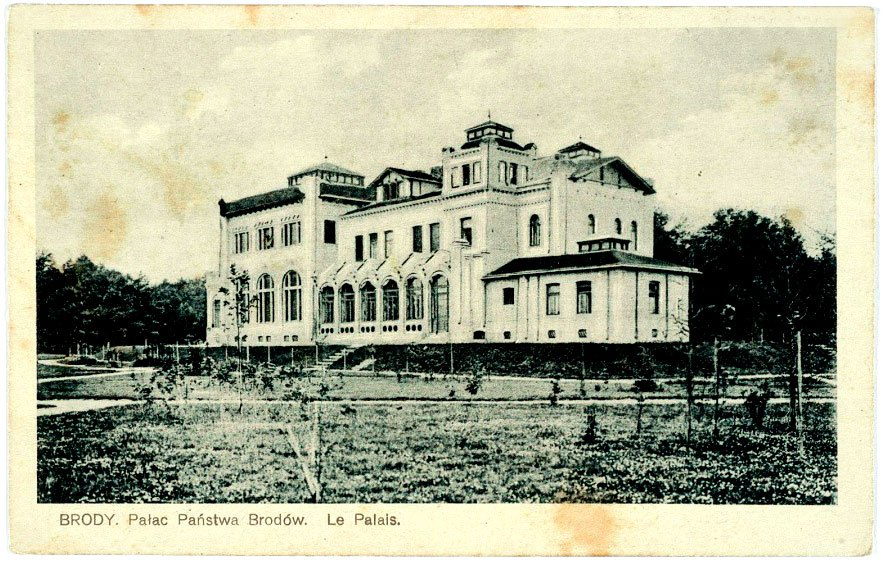
Палац на Швабах (початок XX століття)

Колись ці землі належали до приміського села Смільно. Поселення Шваби виникло у другій половині XIX століття, завдяки колонізації вихідцями з австрійських та німецьких земель (їх називали «швабами»), яку проводив австрійський уряд наприкінці XVIII — початку ХІХ століття. Найбільший розвиток Швабів відбувся після прокладання залізничної колії до Бродів, спорудження вокзалу та розбудови ряду промислових об’єктів у південній частині міста наприкінці ХІХ — початку ХХ століття.. Сюди стали прибувати німецькі колоністи. На початку XX століття на Швабах оселився німецький підприємець, голова банкової спілки Вільгельм Шмідт, котрий придбав тут свій черговий маєток. 
Ще до початку першої світової війни тут сформувалась промислова зона, де працювало чимало підприємств, а для робітників споруджено багато будинків. Серед фахівців, які працювали на підприємствах та на залізниці було чимало приїжджих австрійців та німців, яких місцеве населення називало «швабами». В межах цього поселення знаходилось два палаци та парк, частково збережений донині.

## Палац Шмідта
На території закинутої військової частини A-3522 збережено палац Вільґельма Шмідта.

## Вузькоколійка
Упродовж 1912—1939 років в межах Швабів функціонувала вузькоколійна залізниця Броди — Шнирів, яка використовувалася для перевезення лісу.